# Gäddmaratjärnarna
Gäddmaratjärnarna är varandra näraliggande sjöar i Bodens kommun i Norrbotten som ingår i Luleälvens huvudavrinningsområde.
- Sör-Gäddmaratjärnen, sjö i Bodens kommun, 65°54′15″N 21°00′29″Ö / 65.9043°N 21.0081°Ö (5 ha)
- Norr-Gäddmaratjärnen, sjö i Bodens kommun, 65°54′24″N 21°01′15″Ö / 65.9068°N 21.0207°Ö (6,45 ha)